# Doigt d'honneur

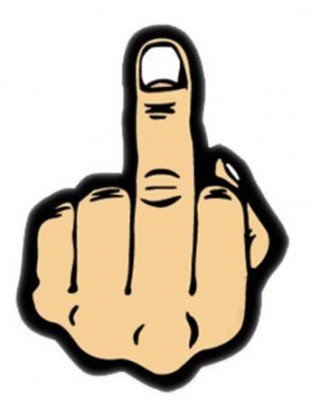
Un doigt d'honneur.

Le doigt d'honneur est, dans les cultures occidentales, un geste consistant à lever un majeur tendu à la verticale en signe d'hostilité. Il est souvent considéré comme obscène.

## Variantes
Il y en a plusieurs variantes : on peut lever le pouce en même temps, et on peut plier les doigts annulaire et index autour du majeur. Il y a aussi une variante du geste « je ne sais pas » italien : les doigts de la main mis sous le menton et approchés de l'interlocuteur, avec à la fin du geste le pliage de trois doigts pour faire un doigt.
Il est parfois aussi combiné avec le bras d'honneur, qui a, lui aussi, une connotation insultante.
Dans certains pays anglophones, dont le Canada, le Royaume-Uni, l'Irlande, l'Australie, et la Nouvelle-Zélande, un V donné avec l'index et le majeur levés et en montrant le dos de la main à l'interlocuteur est considéré aussi insultant que le doigt d'honneur (à ne pas confondre avec le signe V donné avec la main de face). Ce V mime en réalité la lettre U[réf. nécessaire], première lettre de l'expression d'argot anglais « up yours » (littéralement : « dans le tien ») et s'appelle aussi « two in the valley ».
En Afrique du Nord, le doigt d'honneur se fait en ouvrant la main la paume vers l'interlocuteur ou vers le ciel et en pliant le majeur vers l'interlocuteur ou vers le ciel. Il prend le nom de toz (« prout » en arabe).

## Origines historiques
Les débuts de ce geste sont très incertains, mais ils sont probablement vieux de plusieurs milliers d'années. Il est appelé digitus impudicus (« doigt impudique ») dans des textes de la Rome antique. En Grèce antique, ce geste était appelé le katapygon (κατάπυγον, de kata – κατά, « vers le bas » et pugē – πυγή, « fesses »). Dans les comédies grecques, le majeur dressé était une insulte envers quelqu'un, le terme katapugon signifiant « un homme qui reçoit une pénétration anale » — katapygaina au féminin. Dans Les Nuées d'Aristophane (423 av. J.-C.), Socrate questionne un disciple sur la métrique en poésie ; Strepsiade déclare qu'il connaît très bien le dactyle et dresse son majeur. Il s'agit d'humour visuel fondé sur l'équivoque du terme dactylos. Diogène Laërce dans Vies, doctrines et sentences des philosophes illustres prête ce geste au philosophe cynique Diogène de Sinope :

« … Ayant trouvé un jour l’Orateur Démosthène, qui dînait dans une taverne ; et celui-ci se retirant, Diogène (de Sinope) lui dit, Tu ne fais, en te retirant, qu’entrer dans une taverne plus grande. Des étrangers souhaitant voir Démosthène, il leur montra son doigt du milieu tendu, en disant, Tel est celui qui gouverne le peuple d’Athènes. »

« … Il disait aussi que beaucoup de gens passaient pour fous à cause de leurs doigts, parce que si quelqu’un portait le doigt du milieu tendu, on le regardait comme un insensé ; ce qui n’arrivait point, si on portait le petit doigt tendu. »

Le majeur dressé autour des autres doigts baissés évoque un phallus et le reste de la main, un scrotum. L'usage très répandu du majeur dressé est probablement dû à la grande influence géographique de l'Empire romain et de la civilisation gréco-romaine.
Une autre origine possible peut se trouver dans le monde méditerranéen au Ier siècle, où tendre le digitus impudicus était l'une parmi plusieurs méthodes utilisées pour éloigner le mauvais œil (les représentations des organes sexuels, symboles de la propagation de la vie s'opposant aux attaques des forces du mal, ayant une  fonction apotropaïque).
Une histoire populaire raconte que les archers anglais agitaient deux doigts tendus devant les Français pendant la guerre de Cent Ans, mais elle serait en fait liée aux origines du signe V, aussi très incertaine, et non au doigt d'honneur. Sans apporter de preuve à charge ou à décharge de ces théories, l'origine possible tiendrait à l'adoption par les troupes militaires professionnelles anglaises du puissant arc long anglais utilisé d'abord par leurs adversaires du pays de Galles. Le choix de cette arme leur conférait une telle supériorité face à la cavalerie et aux arbalétriers français, que ceux qui étaient capturés voyaient leur majeur amputé afin de ne plus pouvoir tirer à l'arc. Aussi, par provocation, avant les batailles, ils auraient agité le majeur en direction des troupes françaises dans l'idée de dire « Venez-donc les chercher ». Il semblerait que ce geste ait été repris des Gallois eux-mêmes, à l'époque où ils affrontaient l'Angleterre.

### Attestations écrites
En 1526, Pero Mexía sans le nommer suppose que les romains considéraient comme infâme ce doigt:

« Les Romains aussi portaient des bagues & anneaux en tous les doigts de la main, hormis au doigt du milieu, qui est le plus grand de tous, lequel ils tenaient pour infâme, pour une raison que je ne dirai pour le présent. »

— Les diverses leçons de Pierre Messie ... mises de castillan en françois par Claude Gruget, parisien, avec sept dialogues de l'autheur, dont les quatre derniers ont esté de nouveau traduits en cette quatriesme édition... Reveu de nouveau. Pero Mexía, 1526
En 1615, l'expression doigt impudique est utilisée :

« Car le doigt du milieu étendu, étant les autres retirés vers le poignet, démontre quelqu'espèce de membre viril ; & en ce geste est l'hieroglyphique d'infamie, duquel parle le Poète satyrique:

« Mandant a la fortune ennemie unè corde,
Et montrant du grand doigt une contenance orde. »

Ce qui se dit de Diogene, lequel comme quelques étrangers eussent une bien grande ennuie de Voir & connaître Demosthene, le leur monstra avec le doigt du milieu, au lieu de l'indice, pour le taxer d'impudicité & ou de quelque ignominie. JIe laisse ce qui est trop notoire, Tu monstres le doigt impudique. »

— Les hiéroglyphiques de Jan Pierre Valerian, vulgairement nommé Pierius. . Autrement Commentaires des lettres et figures sacrées des Aegyptiens & autres nations, oeuvre réduicte en cinquante huict livres ausquels sont adjoincts deux autres de Coelius Curio, touchant ce qui est signifié par les diverses effigies et pourtraicts des dieux et des hommes, nouvellement donnez aux François par J. de Montlyard, Valeriano Pierio,  Pietro Giovan, Coelius Augustinus Curio, 1615

### Documents picturaux

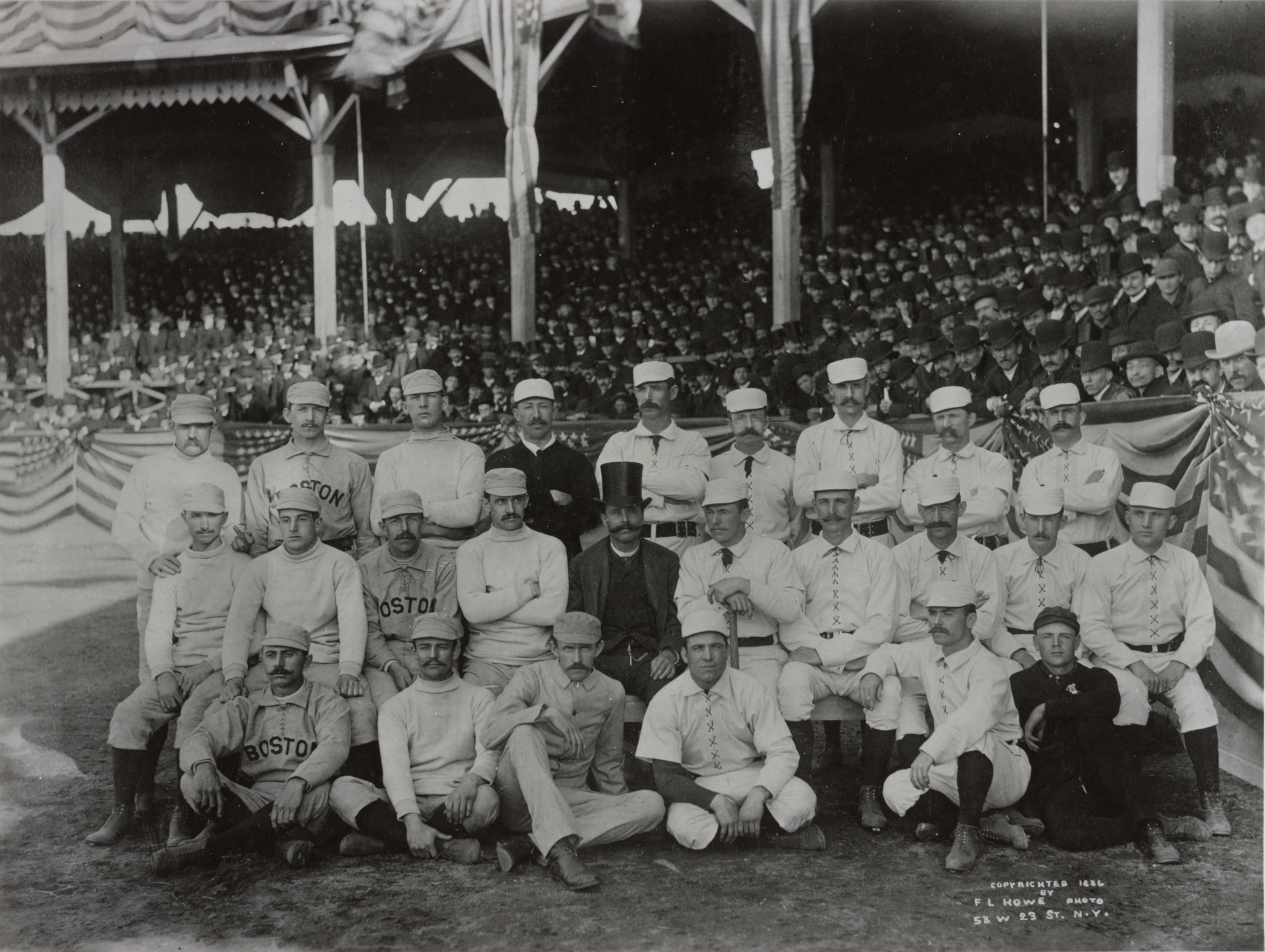
Old Hoss Radbourn, à l'extrême gauche de la rangée du haut, fait un doigt (shows a finger) en 1886. C'est la première photo connue de ce geste.

Le premier document connu montrant ce geste est une photo de 1886 où les joueurs de baseball des Beaneaters de Boston et des Giants de New York sont réunis, et dans laquelle Old Hoss Radbourn fait un doigt au photographe Jeremy Corbie.

## Impact culturel
Ce geste a joué un rôle dans plusieurs événements politiques. Au cours de l'incident du Pueblo, la Corée du Nord captura un navire américain ; durant les prises de photos, il était courant que les membres de l'équipage montrent un discret majeur levé afin de gâcher l'effet pour la propagande chez l'armée adverse ; comme les Nord-Coréens ignoraient le sens de ce geste, les prisonniers leur ont d'abord expliqué qu'il s'agissait d'« un signe hawaïen de bonne chance ».

## Informatique
Ce symbole est représenté par l'émoji ‹ 🖕 › (code hexadécimal : U+1F595), qui a été introduit dans la version 7.0 du standard Unicode en 2014,.